# Хитрейки
Хитре́йки — село Добросинсько-Мегерівської сільської громади , в Львівському районі Львівської області в Україні. Населення становить 470 осіб. 
До 1939 року село Хитрейки було присілком села Кунин.